# Blues Magnet
Blues Magnet è l'ottavo album in studio del gruppo musicale statunitense Pat Travers Band, pubblicato nel 1994, e prodotto da Mike Varney.  

## Tracce
1. Blues Magnet – 5:23
2. Travelin' Blues – 4:50
3. Lil Southern Belle – 4:57
4. Rock Yer Blues Away – 5:04
5. This World We Live in – 5:20
6. Se Gets the Lovin' – 3:35
7. Elaine – 4:53
8. Fall To Pieces – 4:26
9. The More Things Change – 3:18
10. You Shouldn't Have Hurt Me – 8:14

## Formazione
- Pat Travers – voce, chitarra
- Jerry Riggs – chitarra
- Barry Dunaway - basso
- Aynsley Dunbar – batteria